# Waterpistol
Waterpistol é o segundo álbum de estúdio da banda de rock alternativo inglesa, Shack.
Infelizmente, depois de completa a gravação do álbum, o estúdio Star Street ardeu por completo e a maior parte das gravações foram destruídas. O único detentor de uma gravação de áudio era o produtor Chris Allison, mas deixou a sua cópia num carro alugado. O disco só foi encontrado semanas depois, por esta altura já o álbum estava sem uma distribuidora e a banda acabou por se separar, com Mick Head a enfrentar uma grande depressão e abuso de drogas.
Só em 1995 é que o álbum foi lançado pela produtora independente Alemã, Marina. O álbum foi alvo de mais um novo lançamento em 2007.

## Faixas
1. Sgt. Major
2. Neighbours
3. Stranger
4. Dragonfly
5. Mood Of The Morning
6. Walter's Song
7. Time Machine
8. Mr. Appointment
9. Undecided
10. Hazy
11. Hey Mama
12. London Town